# Showgirls 2: Penny's from Heaven
Série
Showgirls
(1995)
Pour plus de détails, voir Fiche technique et Distribution.
Showgirls 2: Penny's from Heaven est un film américain de Rena Riffel sorti en 2011. C'est la suite parodique de Showgirls de Paul Verhoeven sorti en 1995.

## Synopsis
L'ex-strip-teaseuse Penny Slot souhaite intégrer l'équipe de danseurs d'une émission télévisée.

## Fiche technique
- Titre original : Showgirls 2: Penny's from Heaven
- Réalisation et scénario : Rena Riffel
- Musique : John Collins, Kevin MacLeod et Rick Whitfield
- Photographie : Charles Rose et Rick Stephens
- Montage : Rena Riffel
- Décors :
- Costumes :
- Direction artistique :
- Production : Ford Austin, Josh Eisenstadt et Rena Riffel

Producteurs délégués :
Coproducteurs :
Producteurs associés : MYC Agnew, Thom Barry et Peter Stickles
- Société de production : Rena Riffel Films
- Distribution :  WildEye Releasing
- Genre : comédie
- Durée : 143 minutes
- Pays d'origine :  États-Unis
- Langue originale : anglais
- Budget :
- Format :
- Dates de sortie[1] :

 États-Unis : 27 décembre 2013 (sortie limitée en salles)
 France : 30 octobre 2012 (sortie en vidéo)
 États-Unis : 17 septembre 2013 (sortie en vidéo)

## Distribution
- Rena Riffel : Penny Slot / Helga
- Glenn Plummer : James "Jimmy" Smith
- Greg Travis (en) : Phil
- Dewey Weber : Jeffrey
- Peter Stickles : Godhardt Brandt
- Shelley Michelle : Katya Vardiova
- Ford Austin : M. Von Brausen
- Paula LaBaredas : Maria Strauss
- Hoyt Richards : Inspecteur John Clayburn
- Blanca Blanco : Mme Von Brausen
- Ryan Grassmeyer : le directeur du Stardust Show
- Marc Wasserman : Daryl Smith
- Brian Nolan : le chorégraphe
- Elissa Dowling : Ultra Vixen
- Dylan Vox : Rocco
- Lenora Claire : Emerald